# Christian Noyer
Christian Noyer (Soisy-sous-Montmorency, 6 ottobre 1950) è un economista e banchiere francese.

## Biografia
È stato governatore della Banca di Francia dal 1º novembre 2003 al 31 ottobre 2015 ed è stato succeduto da François Villeroy de Galhau.
Inoltre è stato il vicepresidente della Banca centrale europea dal 1º giugno 1998 al 31 maggio 2002.
È ,da marzo 2010 ,l'attuale Presidente del Consiglio d'amministrazione della Banca dei Regolamenti Internazionali.